# Velocity Girl
Velocity Girl foi uma banda norte-americana do estado de Maryland fundada em 1989 e encerrada em 1996.
Contratados pelo selo Sub Pop no auge da explosão das chamadas bandas "grunge", a Velocity Girl tinha como influências o rock inglês do final dos anos 80 e começo dos 90 como Ride, My Bloody Valentine e Lush. 
O som era repleto de guitarras distorcidas com apelo pop muito ajudado pelos vocais delicados da vocalista Sarah Shannon. O grupo lançou 3 álbuns e encerrou atividades em 1996. Sarah partiu para a carreira solo.
O nome da banda foi retirada de uma música do Primal Scream, banda escocesa liderada pelo vocalista Bobby Gillespie.

## História
A banda foi formada incialmente como um dueto formado por  Kelly Riles e a guitarrista e cantora Archie Moore Black Tambourine) em 1989 (começando com a dupla de Kelly Riles e guitarrista / vocalista) em 1989 de Brian Nelson (ex-Big Jesus Trashcan, também de Black Tambourine), Jim Spellman (ex - High Back Chairs]) e da vocalista Bridget Cross (que logo se juntará a Unrest).

## Membros
- Archie Moore, guitarra/baixo/vocal
- Brian Nelson, guitarra
- Kelly Riles, guitarra/baixo
- Sarah Shannon, vocal
- Jim Spellman, bateria
- Bridget Cross, vocal (membro entre 1989 e 1990)